# Bootsunglück vor Lampedusa 2013

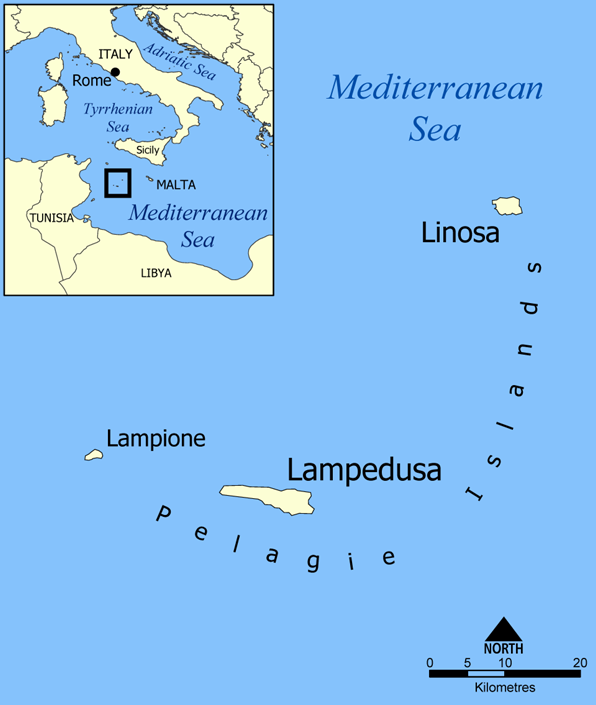
Lampedusa

Bei zwei Bootsunglücken vor Lampedusa im Oktober 2013 starben mehr als 500 Menschen.

## Unglück vom 3. Oktober
Am 3. Oktober 2013 ereignete sich ein großes Bootsunglück im Mittelmeer. Vor der Küste der Insel Lampedusa sank ein mit etwa 545 Flüchtlingen aus Somalia und Eritrea beladener 20 Meter langer Kutter, der aus der libyschen Hafenstadt Misrata kam. Die italienische Küstenwache und einheimische Fischer retteten 155 Überlebende. 366 Menschen kamen nachweislich ums Leben.

### Juristische Aufarbeitung
Die italienische Staatsanwaltschaft leitete gegen die Überlebenden ein Ermittlungsverfahren wegen illegaler Einwanderung ein. Die italienische Polizei und Staatsanwaltschaft stellte bei ihren Vernehmungen fest, dass eine größere Gruppe der Migranten aus Eritrea in einem konzentrationslagerähnlichen Internierungslager im libyschen Sabha von Milizionären und Schleppern zur Erpressung von Lösegeld festgehalten und gefoltert worden waren. Frauen, die kein Lösegeld zahlen konnten, wurden vergewaltigt. Der tunesische Kapitän wurde wegen mehrfachen vorsätzlichen Totschlags und Havarie festgenommen. Die Ermittlungen begannen kurze Zeit nach dem Bootsunglück. Namentlich soll der Äthiopier Ermias Ghermay die überfüllten Boote über das Mittelmeer los geschickt haben. Seine „Kunden“ waren hauptsächlich Flüchtlinge aus Nordafrika und Somalia. Von italienischen Behörden abgehörte Telefonate belegen, dass er bis zum Zeitpunkt der Aufdeckung mindestens 8000 Asylsuchende auf Booten nach Italien geschickt hatte. Dafür soll er Wachleute und Gefängnisbeamte in Libyen bestochen haben. Bis zur Abfahrt mit organisierten Booten wurden die Flüchtlinge in Lagern zusammengepfercht. Bewaffnete Milizen bewachten die Menschen. Die Schleuser griffen die Flüchtlinge teilweise schon in der libyschen Wüste auf und lockten die verzweifelten Menschen mit großen Versprechungen. Immer wieder kam es zum Raub an Wertsachen der Flüchtlinge durch die Schleuser.
Ermias Ghermay gilt als mächtigster Menschenhändler Nordafrikas und wird von Europol gesucht. Durch seine Aktivitäten verdiente er rund 70 Millionen Schweizer Franken, schrieb die katholische Zeitung «Avvenire». Bis Ende 2014 hatte Ermias Ghermay seinen Bruder Asghedom Ghermay auf Sizilien stationiert. Dieser wurde verhaftet, doch kamen schnell Schlepper-Kollegen nach, die seine Position ausfüllten.
Im Juli 2015 wurde der Bootsführer von einem Gericht in Agrigent wegen Menschenhandels und der Verursachung eines Seeunglücks zu 18 Jahren Haft verurteilt.

## Unglück vom 11. Oktober
Am 11. Oktober 2013 versuchten etwa 400 syrische Flüchtlinge von Zuwarah in Libyen über das Mittelmeer nach Europa zu gelangen. Nachdem das Flüchtlingsboot von einem Boot, das eine Berber-Flagge führte, in internationalen Gewässern etwa 113 km südlich von Lampedusa und 218 km von Malta entfernt beschossen worden war, drang Wasser in das Boot ein. Ein Flüchtling rief mehrmals die italienische Seenotleitstelle an und erhielt erst nach Stunden mittags die Auskunft, dass das Boot sich in der maltesischen Seenotrettungszone befinden würde. Nach mehreren Anrufen in Malta erreichte ein maltesisches Patrouillenboot um 5:50 Uhr nachmittags die Unglücksstelle mit dem inzwischen gekenterten Flüchtlingsboot. Auf drängende Bitte der maltesischen Seenotrettungsstelle beorderte Italien dann doch noch das Patrouillenschiff der italienischen Marine Libra der Cassiopea-Klasse zum Rettungseinsatz. Es war den ganzen Tag etwa 50 km vom Geschehen entfernt und dabei gut zur Seenotrettung ausgestattet. Durch die zögerliche Rettungsaktion ertranken mehr als 200 Menschen, darunter 60 Kinder.
Überlebende des Unglücks brachten den Fall wegen des Verhaltens der italienischen Behörden vor die UN-Menschenrechtskommission (OHCHR), weil die italienischen und maltesischen Behörden versucht hätten die Verantwortung abzuschieben, statt umgehende Rettungsaktionen einzuleiten. Das OHCHR entschied im Januar 2021 in dem Fall, dass Malta zwar für die betroffene Seenotrettungszone zuständig sei, dass die italienischen Behörden aber keine schlüssige Erklärung vorlegten, wieso sie es versäumten, umgehend auf die Hilferufe zu reagieren. Die Libra hätte bei umgehender Rettungsaktion zwei Stunden vor dem Kentern am Unglücksort sein können. Italien solle eine unabhängige und zeitnahe Untersuchung durchführen und die Familien der Opfer entschädigen.

### Juristische Aufarbeitung
Italienische Staatsanwälte erhoben den Vorwurf der fahrlässigen Tötung gegen zwei hochrangige italienische Offiziere. Der Prozess gegen die diensthabenden Leiter des Seenotrettungszentrums der italienischen Küstenwache und der italienischen Marineoperation begann im Dezember 2019. Das Urteil wurde im Dezember 2022 in einem 87-seitigen Schriftstück mit der Begründung veröffentlicht, dass die Offiziere durch ihre Weigerung, den Menschen in Seenot zu Hilfe zu kommen, den Tod von 268 Frauen, Männern und Kindern verursachten. Zu einer Verurteilung der beiden angeklagten Offiziere kam es nicht, weil zu diesem Zeitpunkt bereits Verjährung eingetreten war.

## Stimmen
Erzbischof Reinhard Marx sagte: „Auch wenn Europa nicht jeden aufnehmen kann, dürfen wir niemanden an den Grenzen zu Tode kommen lassen.“
UN-Generalsekretär Ban Ki-moon forderte die internationale Gemeinschaft zum Handeln auf: Die Internationale Gemeinschaft müsse derartige Ereignisse verhindern. Es gelte die Menschenrechte der Flüchtlinge zu schützen.

## Folgen
In der Europäischen Union begann eine heftige Diskussion über die Flüchtlingspolitik und Italien startete am 18. Oktober 2013 die Überwachungsoperation Mare Nostrum, die fünfmal größer als die Vorgängeroperation Constant Vigilance als humanitäre Operation zur Seenotrettung präsentiert wurde.